# Кутб
Кутб (араб. قطب‎ — «полюс») — высшая степень святости в иерархии святых (авлия) у суфиев, лидер или духовный наставник тариката.

## В суфизме
Кутб являлся обладателем сокровенных знаний и олицетворял собой некоего посредника между людьми и Аллахом. Он отождествлялся с «совершенным человеком». По мнению некоторых исследователей, понятие «кутб» было заимствовано у шиитов. Согласно суфийскому учению, одновременно в мире может находиться только один кутб. По этой причине кутба нередко называли «полюсом времени» (قطب الوقت‎, кутб аль-вакт), «владыкой эпохи» (صاحب الزمان‎, сахиб аз-заман) или «мужем времени» (перс. مرد وقت‎, мард-и вакт).
Существование кутбов признавали все суфии. Упоминания кутба и других членов суфийской иерархии встречаются уже в конце IX века у Сахля ат-Тустари и аль-Хакима ат-Тирмизи.
Наиболее детально учение о кутбе, его функциях и призваниях было начато в трудах Ибн Араби и доработано его последователями. Функцией кутба являлось «наместничество» или «представительство» Аллаха на Земле. Кутб призван поддерживать угодный Аллаху миропорядок с помощью подчиненных ему «святых» — автад, абдал, нукаба и других.